# Football Club Crotone 2021-2022
Questa voce raccoglie le informazioni riguardanti il Football Club Crotone nelle competizioni ufficiali della stagione 2021-2022.

## Stagione
La stagione 2021-2022 è per il Crotone la 15ª partecipazione alla seconda serie del campionato italiano di calcio, e si chiude con una clamorosa retrocessione in Serie C, una competizione che gli squali non disputavano dal lontano 2008-2009, quando si chiamava ancora Lega Pro Prima Divisione. La squadra ha svolto la prima parte del ritiro precampionato a Trepidò, frazione del comune di Cotronei, dal 9 al 23 luglio 2021, dove, oltre agli allenamenti, ha disputato anche tre partite con squadre locali. Per la seconda parte gli squali volano a Milano, in Lombardia, dal 28 luglio al 1º agosto, dove disputano due amichevoli con Inter e Giana Erminio. Ha iniziato la stagione con in panchina Francesco Modesto, che a fine ottobre ha lasciato il posto al più esperto Pasquale Marino; ma neppure quest'ultimo è riuscito a cambiare le sorti della squadra, e così a metà dicembre, ecco il ritorno in panchina di Modesto. Il Crotone ha conquistato 26 punti in 38 partite, con appena 4 vittorie e addirittura 20 sconfitte. Nemmeno un mercato di gennaio consistente e aggressivo ha potuto cambiare le carte in tavola, ed evitare la seconda consecutiva retrocessione in terza serie. Nella Coppa Italia nel primo turno il Crotone supera il Brescia pareggiando (2-2) dopo i tempi supplementari, ma imponendosi (4-2) ai rigori, nel secondo turno perde nettamente (4-0) ad Udine.

## Divise e sponsor
Lo sponsor tecnico per la stagione 2021-2022 è Zeus Sport, mentre gli sponsor ufficiali sono San Vincenzo Salumi (main sponsor), Envì Group (co-sponsor) e Vumbaca Ford (back sponsor).
| Casa | Trasferta | Terza divisa |

## Organigramma societario
Organigramma tratto dal sito ufficiale della società.
Area direttiva
- Presidente: Gianni Vrenna
- Direttore generale: Raffaele Vrenna jr.
- Consiglieri: Antonio Vrenna, Raffaele Marino

Area sanitaria
- Responsabile: Massimo Iera
- Medici sociali: Massimo Bisceglia, Loris Broccolo, Massimo Terra, Francesco Zaccaria
- Massaggiatori: Armando Cistaro, Matteo Errico, Riccardo Pupo
- Nutrizionista: Sabrina Raffaele

Area organizzativa
- Segretario generale: Emanuele Roberto
- Team manager: Gianluca Macrì

Area comunicazione
- Responsabile: Rocco Meo
- Responsabile ufficio stampa: Luciano Ierardi
- Ufficio stampa: Idemedia

Area marketing
- Ufficio marketing: Luigi Pignolo

Area tecnica
- Direttore sportivo: Beppe Ursino
- Allenatore: Francesco Modesto (fino al 29 ottobre 2021 e dal 10 dicembre 2021), poi Pasquale Marino (fino al 10 dicembre 2021)
- Allenatore in seconda: Franco Florio (fino al 29 ottobre 2021 e dal 10 dicembre 2021), poi Massimo Mezzini (fino al 10 dicembre 2021)
- Collaboratore tecnico: Maurizio Perrelli (fino al 29 ottobre 2021 e dal 10 dicembre 2021), poi Pasquale Catalano (fino al 10 dicembre 2021)
- Preparatore atletici: Giacomo Gigliotti(fino al 29 ottobre 2021 e dal 10 dicembre 2021), Manuel Gallelli (fino al 29 ottobre 2021 e dal 10 dicembre 2021), Elmiro Trombino, Luigi Posenato (fino al 10 dicembre 2021)
- Preparatore dei portieri: Antonello De Giorgi
- Tactical Analyst: Salvatore Pollino
- Match Analyst: Giampaolo Ermolli (fino al 29 ottobre 2021 e dal 10 dicembre 2021)

## Rosa
Rosa e numerazione aggiornate al 30 gennaio 2022
| N. |                           | Ruolo | Calciatore                       |
| -- | ------------------------- | ----- | -------------------------------- |
| 1  | Italia (bandiera)         | P     | Marco Festa                      |
| 2  | Italia (bandiera)         | D     | Laurens Serpe                    |
| 3  | Italia (bandiera)         | D     | Giuseppe Cuomo                   |
| 5  | Argentina (bandiera)      | D     | Santiago Visentin                |
| 5  | Serbia (bandiera)         | D     | Vladimir Golemić                 |
| 6  | Italia (bandiera)         | D     | Davide Mondonico                 |
| 7  | Serbia (bandiera)         | C     | Miloš Vulić                      |
| 8  | Argentina (bandiera)      | C     | Nahuel Estévez (capitano)        |
| 9  | Italia (bandiera)         | A     | Samuele Mulattieri               |
| 10 | Costa d'Avorio (bandiera) | C     | Ben Lhassine Kone                |
| 10 | Libia (bandiera)          | C     | Ahmad Benali (capitano)          |
| 11 | Gambia (bandiera)         | A     | Musa Juwara                      |
| 11 | Paesi Bassi (bandiera)    | A     | Bobby Adekanye                   |
| 12 | Italia (bandiera)         | P     | Domenico Pasqua                  |
| 13 | Italia (bandiera)         | P     | Nikita Contini                   |
| 14 | Italia (bandiera)         | D     | Luca Calapai                     |
| 15 | Ghana (bandiera)          | C     | Godfred Donsah                   |
| 16 | Austria (bandiera)        | D     | David Schnegg                    |
| 17 | Italia (bandiera)         | A     | Manuel Marras                    |
| 17 | Italia (bandiera)         | C     | Salvatore Molina (vice capitano) |
| 18 | Ghana (bandiera)          | A     | Brian Oddei                      |
| 19 | Italia (bandiera)         | D     | Simone Canestrelli               |
| 20 | Cile (bandiera)           | C     | Luis Rojas                       |

| N. |                         | Ruolo | Calciatore                   |
| -- | ----------------------- | ----- | ---------------------------- |
| 21 | Italia (bandiera)       | C     | Niccolò Zanellato            |
| 21 | Italia (bandiera)       | D     | Manuel Nicoletti             |
| 22 | Italia (bandiera)       | P     | Gianluca Saro                |
| 23 | Italia (bandiera)       | C     | Pasquale Giannotti           |
| 24 | Sierra Leone (bandiera) | A     | Augustus Kargbo              |
| 26 | Lituania (bandiera)     | D     | Artemijus Tutyškinas         |
| 27 | Romania (bandiera)      | D     | Ionuț Nedelcearu             |
| 28 | Italia (bandiera)       | A     | Giuseppe Borello             |
| 29 | Italia (bandiera)       | D     | Marco Sala                   |
| 30 | Argentina (bandiera)    | D     | Nehuén Paz                   |
| 32 | Romania (bandiera)      | D     | Vasile Mogoș (vice capitano) |
| 37 | Italia (bandiera)       | D     | Cosimo Spezzano              |
| 38 | Italia (bandiera)       | A     | Alessandro Maesano           |
| 40 | Italia (bandiera)       | P     | Alberto Lucano               |
| 41 | Italia (bandiera)       | A     | Luca Gozzo                   |
| 44 | Italia (bandiera)       | C     | Thomas Schirò                |
| 70 | Italia (bandiera)       | P     | Paolo Tornaghi               |
| 73 | Italia (bandiera)       | D     | Giovanni D'Aprile            |
| 74 | Italia (bandiera)       | A     | Gianmarco Cangiano           |
| 77 | Turchia (bandiera)      | A     | Emre Güral                   |
| 86 | Nigeria (bandiera)      | C     | Theophilus Awua              |
| 99 | Croazia (bandiera)      | A     | Mirko Marić                  |

## Calciomercato

### Sessione estiva
| Acquisti | Acquisti             | Acquisti           | Acquisti                                          |
| R.       | Nome                 | da                 | Modalità                                          |
| -------- | -------------------- | ------------------ | ------------------------------------------------- |
| P        | Gianluca Saro        | Pro Vercelli       | definitivo                                        |
| P        | Nikita Contini       | Napoli             | prestito                                          |
| D        | Vasile Mogoș         | Chievo             | svincolato                                        |
| D        | Davide Mondonico     | AlbinoLeffe        | definitivo                                        |
| D        | Artemijus Tutyskinas | Escola Varsovia    | definitivo                                        |
| D        | Ionuț Nedelcearu     | AEK Atene          | definitivo                                        |
| D        | Santiago Visentin    | Virtus Verona      | definitivo                                        |
| D        | Marco Sala           | Sassuolo           | prestito                                          |
| C        | Giovanni Bruzzaniti  | Pro Vercelli       | fine prestito                                     |
| C        | Pasquale Giannotti   | Virtus Francavilla | fine prestito                                     |
| C        | Giuseppe Borello     | Cesena             | fine prestito                                     |
| C        | Thomas Schirò        | Inter              | definitivo                                        |
| A        | Musa Juwara          | Bologna            | prestito con diritto di riscatto e controriscatto |
| A        | Samuele Mulattieri   | Inter              | prestito                                          |
| A        | Mirko Marić          | Monza              | prestito                                          |
| A        | Brian Oddei          | Sassuolo           | prestito                                          |

| Cessioni | Cessioni            | Cessioni     | Cessioni                         |
| R.       | Nome                | a            | Modalità                         |
| -------- | ------------------- | ------------ | -------------------------------- |
| P        | Alex Cordaz         | Inter        | definitivo                       |
| P        | Gian Marco Crespi   | Renate       | prestito                         |
| D        | Antonio Mazzotta    |              | svincolato                       |
| D        | Giovanni Crociata   | Empoli       | fine prestito                    |
| D        | Vladimir Golemić    | Al-Hazem     | definitivo                       |
| D        | Sebastiano Luperto  | Napoli       | fine prestito                    |
| D        | Koffi Djidji        | Torino       | fine prestito                    |
| D        | Lisandro Magallán   | Ajax         | fine prestito                    |
| D        | Sergio Yakubiv      | Lucchese     | prestito                         |
| D        | Luca Marrone        | Monza        | definitivo                       |
| C        | Adam Ounas          | Napoli       | fine prestito                    |
| C        | Arkadiusz Reca      | Atalanta     | fine prestito                    |
| C        | Pedro Pereira       | Benfica      | fine prestito                    |
| C        | Francesco Rodio     | Pro Vercelli | definitivo                       |
| C        | Jacopo Petriccione  | Pordenone    | prestito con opzione di riscatto |
| C        | Giovanni Bruzzaniti | Pro Vercelli | prestito                         |
| C        | Andrea Rispoli      |              | risoluzione contratto            |
| A        | Samuel Di Carmine   | Verona       | fine prestito                    |
| A        | Nicola Nanni        | Lucchese     | prestito                         |
| A        | Simy                | Salernitana  | prestito con obbligo di riscatto |
| C        | Junior Messias      | Milan        | prestito                         |
| A        | Zak Ruggiero        | Lucchese     | prestito                         |

### Sessione invernale(dal 03/01 al 31/01)
| Acquisti         | Acquisti           | Acquisti     | Acquisti                                      |
| R.               | Nome               | da           | Modalità                                      |
| ---------------- | ------------------ | ------------ | --------------------------------------------- |
| D                | Luca Calapai       | Catania      | definitivo                                    |
| D                | Vladimir Golemić   | Lamia        | definitivo                                    |
| D                | David Schnegg      | Venezia      | prestito                                      |
| D                | Laurens Serpe      | Genoa        | prestito                                      |
| C                | Theophilus Awua    | Pro Vercelli | prestito                                      |
| C                | Ben Lhassine Kone  | Torino       | prestito                                      |
| A                | Bobby Adekanye     | Lazio        | prestito                                      |
| A                | Gianmarco Cangiano | Bologna      | prestito                                      |
| A                | Manuel Marras      | Bari         | prestito con obbligo di riscatto condizionato |
| Altre operazioni |                    |              |                                               |
| R.               | Nome               | da           | Modalità                                      |

| Cessioni         | Cessioni          | Cessioni   | Cessioni                                   |
| R.               | Nome              | a          | Modalità                                   |
| ---------------- | ----------------- | ---------- | ------------------------------------------ |
| D                | Santiago Visentin | Cittadella | definitivo                                 |
| C                | Ahmad Benali      | Pisa       | prestito con diritto e obbligo di riscatto |
| C                | Godfred Donsah    |            | rescissione                                |
| C                | Salvatore Molina  | Monza      | definitivo                                 |
| C                | Brian Oddei       | Sassuolo   | fine prestito                              |
| C                | Niccolò Zanellato | SPAL       | definitivo                                 |
| C                | Musa Juwara       | Bologna    | fine prestito                              |
| Altre operazioni |                   |            |                                            |
| R.               | Nome              | a          | Modalità                                   |

### Operazioni esterne alle sessioni
| Acquisti | Acquisti   | Acquisti   | Acquisti   |
| R.       | Nome       | da         | Modalità   |
| -------- | ---------- | ---------- | ---------- |
| A        | Emre Güral | svincolato | definitivo |

## Risultati

### Serie B

#### Girone di andata
| Arbitro: | Doveri (Roma) |

|                     |           |                               |
| Mulattieri 49’, 66’ | Marcatori | 53’ Iovine 79’ (rig.) Gliozzi |

| Arbitro: | Zufferli (Udine) |

|                                                 |           |                               |
| Okwonkwo 18’ Baldini 62’, 66’ (rig.) Adorni 74’ | Marcatori | 29’ Nedelcearu 68’ Mulattieri |

| Arbitro: | Fabbri (Ravenna) |

|            |           |               |
| Benali 58’ | Marcatori | 43’ Gălăbinov |

| Arbitro: | Camplone (Pescara) |

|                     |           |                     |
| Léris 35’ Moreo 68’ | Marcatori | 70’, 83’ Mulattieri |

| Arbitro: | Paterna (Teramo) |

|  |           |                                  |
|  | Marcatori | 4’, 23’ Di Mariano 69’ Strefezza |

| Arbitro: | Chiffi (Padova) |

|             |           |  |
| Carraro 77’ | Marcatori |  |

| Arbitro: | Di Martino (Teramo) |

|                     |           |                           |
| Canestrelli 8’, 20’ | Marcatori | 26’ Dionisi 90+4’ Bidaoui |

| Arbitro: | Baroni (Firenze) |

|                             |           |             |
| Mulattieri 2’ Zanellato 24’ | Marcatori | 45+1’ Touré |

| Arbitro: | Santoro (Messina) |

|           |           |  |
| Kolaj 45’ | Marcatori |  |

| Arbitro: | Meraviglia (Pistoia) |

|  |           |                          |
|  | Marcatori | 37’ Letizia 53’ Lapadula |

| Arbitro: | Abbattista (Molfetta) |

|                                   |           |                    |
| Charpentier 45+2’ Cicerelli 90+3’ | Marcatori | 45+1’ (rig.) Marić |

| Arbitro: | Di Bello (Brindisi) |

|            |           |             |
| Donsah 86’ | Marcatori | 17’ Colpani |

| Arbitro: | Minelli (Varese) |

|                    |           |  |
| Lisi 36’ Matos 86’ | Marcatori |  |

| Arbitro: | Giua (Olbia) |

|  |           |                |
|  | Marcatori | 67’ Giacomelli |

| Arbitro: | Serra (Torino) |

|              |           |  |
| Falletti 11’ | Marcatori |  |

| Arbitro: | Sozza (Seregno) |

|            |           |                           |
| Kargbo 88’ | Marcatori | 2’ Melchiorri 49’ Mancosu |

| Arbitro: | Marcenaro (Genova) |

|                                           |           |                            |
| Fagioli 39’ Strizzolo 51’ Zanimacchia 73’ | Marcatori | 4’ Marić 83’ (rig.) Benali |

| Arbitro: | Ayroldi (Molfetta) |

|                                             |           |                  |
| Marić 9’ (rig.), 69’ Borello 19’ Kargbo 76’ | Marcatori | 26’ (rig.) Butić |

| Arbitro: | Meraviglia (Pistoia) |

|             |           |            |
| Vázquez 37’ | Marcatori | 89’ Marras |

#### Girone di ritorno
| Arbitro: | Paterna (Teramo) |

|                  |           |                  |
| Cerri 22’ (rig.) | Marcatori | 29’ (rig.) Marić |

| Crotone 5 febbraio 2022, ore 14:00 CET 21ª giornata | Crotone               | 0 – 0 referto | Cittadella | Ezio Scida (1 809 spett.)\| Arbitro: \| Abbattista (Molfetta) \| |
| Arbitro:                                            | Abbattista (Molfetta) |               |            |                                                                  |

| Arbitro: | Gariglio (Pinerolo) |

|              |           |  |
| Montalto 21’ | Marcatori |  |

| Arbitro: | Volpi (Arezzo) |

|  |           |                    |
|  | Marcatori | 35’ (rig.) Tramoni |

| Arbitro: | Ghersini (Genova) |

|                              |           |  |
| Coda 34’ 45+4’ Strefezza 59’ | Marcatori |  |

| Arbitro: | Massa (Imperia) |

|                              |           |                                    |
| Marić 52’, 56’ (rig.), 90+2’ | Marcatori | 30’ Laura 45+3’ Rigione 63’ Liotti |

| Arbitro: | Baroni (Firenze) |

|                         |           |          |
| Falasco 84’ Maistro 90’ | Marcatori | 54’ Kone |

| Arbitro: | Cosso (Reggio Calabria) |

|                                       |           |                     |
| Pușcaș 22’ Benali 37’ Torregrossa 45’ | Marcatori | 60’ Mogoș 69’ Cuomo |

| Crotone 6 marzo 2022, ore 15:30 CET 28ª giornata | Crotone       | 0 – 0 referto | Alessandria | Ezio Scida (1 918 spett.)\| Arbitro: \| Marini (Roma) \| |
| Arbitro:                                         | Marini (Roma) |               |             |                                                          |

| Arbitro: | Giua (Olbia) |

|                                       |           |                      |
| Improta 25’, 45+4’ Forte 90+2’ (rig.) | Marcatori | 27’ (aut.) Vogliacco |

| Arbitro: | Gariglio (Pinerolo) |

|                              |           |  |
| Marić 15’ (rig.) Golemić 48’ | Marcatori |  |

| Arbitro: | Paterna (Teramo) |

|                |           |  |
| Barberis 90+5’ | Marcatori |  |

| Arbitro: | Camplone (Pescara) |

|                  |           |              |
| Marić 50’ (rig.) | Marcatori | 36’ Olivieri |

| Arbitro: | Baroni (Firenze) |

|                    |           |            |
| Schnegg 29’ (aut.) | Marcatori | 40’ Marras |

| Arbitro: | Abbattista (Molfetta) |

|            |           |                              |
| Golemić 6’ | Marcatori | 28’ Partipilo 76’ M. Defendi |

| Arbitro: | Irrati (Pistoia) |

|              |           |            |
| G. Rossi 86’ | Marcatori | 7’ Schnegg |

| Arbitro: | Fabbri (Ravenna) |

|                                        |           |                 |
| Kargbo 12’ Báez 38’ (aut.) Calapai 40’ | Marcatori | 61’ Zanimacchia |

| Arbitro: | Miele (Nola) |

|                                        |           |                                     |
| Candellone 58’ Butić 85’ Zammarini 90’ | Marcatori | 45’ Nedelcearu 59’ Marras 64’ Marić |

| Arbitro: | Colombo (Como) |

|  |           |             |
|  | Marcatori | 30’ Vázquez |

### Coppa Italia

#### Turni eliminatori
| Arbitro: | Massimi (Termoli) |

|                           |                      |                           |
| Vulić 26’ Mulattieri 77’  | Marcatori            | 46’ Van de Looi 67’ Bajić |
| Molina Benali Mogoș Vulić | Tiri di rigore 4 – 2 | Bajić Moreo Ndoj Špalek   |

| Arbitro: | Gualtieri (Asti) |

|                                                  |           |  |
| Pussetto 20’, 62’ De Maio 28’ Success 41’ (rig.) | Marcatori |  |

## Statistiche

### Statistiche di squadra
Statistiche aggiornate al 6 maggio 2022
| Competizione | Punti | In casa | In casa | In casa | In casa | In casa | In casa | In trasferta | In trasferta | In trasferta | In trasferta | In trasferta | In trasferta | Totale | Totale | Totale | Totale | Totale | Totale | DR  |
| Competizione | Punti | G       | V       | N       | P       | Gf      | Gs      | G            | V            | N            | P            | Gf           | Gs           | G      | V      | N      | P      | Gf     | Gs     | DR  |
| ------------ | ----- | ------- | ------- | ------- | ------- | ------- | ------- | ------------ | ------------ | ------------ | ------------ | ------------ | ------------ | ------ | ------ | ------ | ------ | ------ | ------ | --- |
| Serie B      | 26    | 19      | 4       | 8       | 7       | 23      | 25      | 19           | 0            | 6            | 13           | 18           | 36           | 38     | 4      | 14     | 20     | 41     | 61     | -20 |
| Coppa Italia | -     | 1       | 0       | 1       | 0       | 2       | 2       | 1            | 0            | 0            | 1            | 0            | 4            | 2      | 0      | 1      | 1      | 2      | 6      | -4  |
| Totale       | -     | 20      | 4       | 9       | 7       | 25      | 27      | 20           | 0            | 6            | 14           | 18           | 40           | 40     | 4      | 15     | 21     | 43     | 67     | -24 |

### Andamento in campionato
| Giornata  | 1 | 2  | 3  | 4  | 5  | 6  | 7  | 8  | 9  | 10 | 11 | 12 | 13 | 14 | 15 | 16 | 17 | 18 | 19 | 20 | 21 | 22 | 23 | 24 | 25 | 26 | 27 | 28 | 29 | 30 | 31 | 32 | 33 | 34 | 35 | 36 | 37 | 38 |
| --------- | - | -- | -- | -- | -- | -- | -- | -- | -- | -- | -- | -- | -- | -- | -- | -- | -- | -- | -- | -- | -- | -- | -- | -- | -- | -- | -- | -- | -- | -- | -- | -- | -- | -- | -- | -- | -- | -- |
| Luogo     | C | T  | C  | T  | C  | T  | C  | C  | T  | C  | T  | C  | T  | C  | T  | C  | T  | C  | T  | T  | C  | T  | C  | T  | C  | T  | T  | C  | T  | C  | T  | C  | T  | C  | T  | C  | T  | C  |
| Risultato | N | P  | N  | N  | P  | P  | N  | V  | P  | P  | P  | N  | P  | P  | P  | P  | P  | V  | N  | N  | N  | P  | P  | P  | N  | P  | P  | N  | P  | V  | P  | N  | N  | P  | N  | V  | N  | P  |
| Posizione | 9 | 14 | 15 | 15 | 16 | 16 | 17 | 17 | 17 | 18 | 18 | 17 | 18 | 18 | 18 | 18 | 18 | 18 | 18 | 18 | 18 | 18 | 18 | 18 | 18 | 19 | 19 | 19 | 19 | 19 | 19 | 19 | 19 | 19 | 19 | 19 | 19 | 19 |

Fonte:  Classifiche, su legab.it.
Legenda:

Luogo: N = Campo neutro; C = Casa; T = Trasferta. Risultato: R = Rinviata; V = Vittoria; N = Pareggio; S = Sconfitta.
- = Turno di riposo.

### Statistiche dei giocatori
| Giocatore      | Serie B  | Serie B | Serie B     | Serie B    | Coppa Italia | Coppa Italia | Coppa Italia | Coppa Italia | Totale   | Totale | Totale      | Totale     |
| Giocatore      | Presenze | Reti    | Ammonizioni | Espulsioni | Presenze     | Reti         | Ammonizioni  | Espulsioni   | Presenze | Reti   | Ammonizioni | Espulsioni |
| -------------- | -------- | ------- | ----------- | ---------- | ------------ | ------------ | ------------ | ------------ | -------- | ------ | ----------- | ---------- |
| A. Benali      | 11       | 2       | 3           | 0          | 1            | 0            | 0            | 0            | 12       | 2      | 3           | 0          |
| G. Borrello    | 9        | 1       | 3           | 0          | 1            | 0            | 1            | 0            | 10       | 1      | 4           | 0          |
| G. Bruzzaniti  | 0        | 0       | 0           | 0          | 1            | 0            | 0            | 0            | 1        | 0      | 0           | 0          |
| S. Canestrelli | 16       | 2       | 4           | 1          | 0            | 0            | 0            | 0            | 16       | 2      | 4           | 1          |
| N. Contini     | 7        | -9      | 0           | 0          | 0            | 0            | 0            | 0            | 7        | -9     | 0           | 0          |
| G. Cuomo       | 6        | 0       | 1           | 0          | 0            | 0            | 0            | 0            | 6        | 0      | 1           | 0          |
| D. Donsah      | 14       | 1       | 1           | 0          | 0            | 0            | 0            | 0            | 14       | 1      | 1           | 0          |
| N. Estévez     | 12       | 0       | 3           | 0          | 0            | 0            | 0            | 0            | 12       | 0      | 3           | 0          |
| M. Festa       | 13       | -23     | 0           | 0          | 1            | -2           | 0            | 0            | 14       | -25    | 0           | 0          |
| G. Figliuzzi   | 0        | 0       | 0           | 0          | 0            | 0            | 0            | 0            | 0        | 0      | 0           | 0          |
| P. Giannotti   | 12       | 0       | 3           | 0          | 1            | 0            | 0            | 0            | 13       | 0      | 3           | 0          |
| M. Juwara      | 3        | 0       | 0           | 0          | 1            | 0            | 1            | 0            | 4        | 0      | 1           | 0          |
| A. Kargbo      | 14       | 2       | 0           | 1          | 0            | 0            | 0            | 0            | 14       | 2      | 0           | 1          |
| A. Maesano     | 0        | 0       | 0           | 0          | 1            | 0            | 0            | 0            | 1        | 0      | 0           | 0          |
| M. Marić       | 17       | 4       | 0           | 0          | 0            | 0            | 0            | 0            | 17       | 4      | 0           | 0          |
| V. Mogoș       | 3        | 0       | 0           | 0          | 1            | 0            | 0            | 0            | 4        | 0      | 0           | 0          |
| S. Molina      | 17       | 0       | 4           | 0          | 1            | 0            | 0            | 0            | 18       | 0      | 4           | 0          |
| D. Mondonico   | 4        | 0       | 1           | 0          | 1            | 0            | 0            | 0            | 5        | 0      | 1           | 0          |
| S. Mulattieri  | 16       | 6       | 0           | 0          | 1            | 1            | 0            | 0            | 17       | 7      | 0           | 0          |
| I. Nedelcearu  | 16       | 1       | 4           | 0          | 1            | 0            | 0            | 0            | 17       | 1      | 4           | 0          |
| B. Oddei       | 11       | 0       | 2           | 0          | 0            | 0            | 0            | 0            | 11       | 0      | 2           | 0          |
| D. Pasqua      | 0        | 0       | 0           | 0          | 0            | 0            | 0            | 0            | 0        | 0      | 0           | 0          |
| N. Paz         | 12       | 0       | 0           | 0          | 0            | 0            | 0            | 0            | 12       | 0      | 0           | 0          |
| L. Rojas       | 1        | 0       | 0           | 0          | 0            | 0            | 0            | 0            | 1        | 0      | 0           | 0          |
| M. Sala        | 13       | 0       | 2           | 0          | 0            | 0            | 0            | 0            | 13       | 0      | 2           | 0          |
| G. Saro        | 0        | 0       | 0           | 0          | 0            | 0            | 0            | 0            | 0        | 0      | 0           | 0          |
| T. Schirò      | 4        | 0       | 0           | 0          | 0            | 0            | 0            | 0            | 4        | 0      | 0           | 0          |
| A. Tutyskinas  | 0        | 0       | 0           | 0          | 0            | 0            | 0            | 0            | 0        | 0      | 0           | 0          |
| S. Visentin    | 4        | 0       | 2           | 0          | 1            | 0            | 1            | 0            | 5        | 0      | 3           | 0          |
| M. Vulić       | 15       | 0       | 4           | 0          | 1            | 1            | 0            | 0            | 16       | 1      | 4           | 0          |
| N. Zanellato   | 14       | 1       | 2           | 0          | 1            | 0            | 0            | 0            | 15       | 1      | 2           | 0          |

## Giovanili
Tratto dal sito ufficiale della società.
Area direttiva
- Responsabile settore giovanile: Francesco Farina
- Segretario sportivo: Carlo Taschetti

Primavera
- Allenatore: Francesco Lomonaco

Under 17
- Allenatore: Massimo Corrado

Under 16
- Allenatore: Pasquale Laratta

Under 15
- Allenatore: Dario Marsala